# Парагенезис мінералів

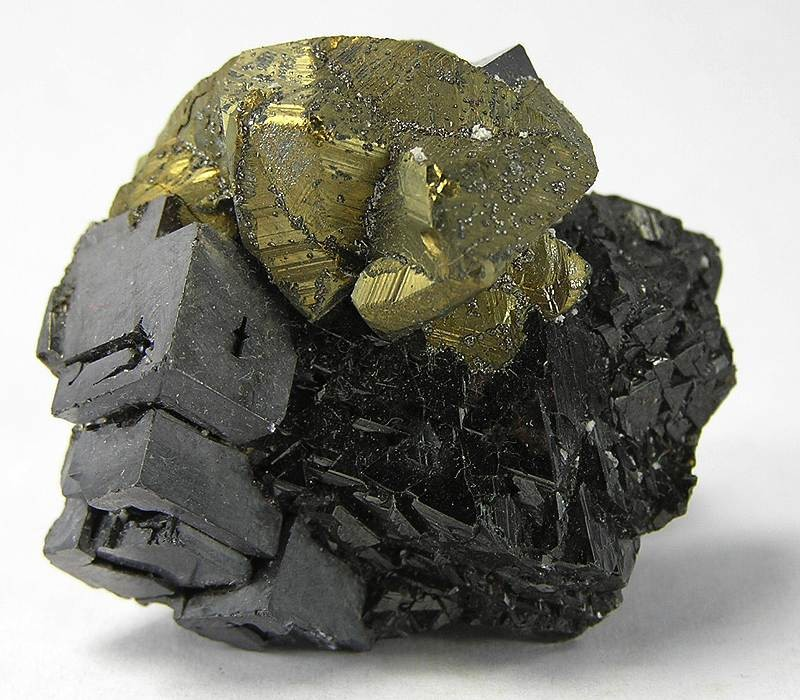
Парагенезис галеніту (сірий), халькопіриту (жовтий) і сфалериту (чорний)

Парагенезис мінералів (англ. paragenesis of minerals, нім. Paragenese f der Mineralien) – мінеральна асоціація, що закономірно виникла в ході одного процесу, який був обмежений у просторі та часі і який здійснювався в певних фізико-хімічних умовах. 

## Загальний опис
Парагенезис мінералів – це закономірне спільне перебування в земній корі мінералів, які пов’язані загальними умовами виникнення. Основні фактори, що визначають парагенезис мінералів, – хімічний склад і термодинамічні умови середовища мінералоутворення. Вивчення П.м. має велике значення для пошуку і оцінки родовищ корисних копалин, які мають близьку геохімічну історію. Парагенетичні асоціації мінералів групують за основними типами порід і руд. Наприклад, виділяють асоціації порід магматичного походження, пегматитів, метасоматитів, гідротермалітів, морських осадів, продуктів вивітрювання і метаморфізму. Син. – парагенетична асоціація мінералів.

## Різновиди
Парагенезис заборонений – два, або кілька мінералів, сумісне знаходження яких зовсім неможливе в природі або нестійке (за даних т-ри і тиску). Син. – парагенезис негативний.

## Парагенетичні взаємовідношення мінералів
Парагенетичні взаємовідношення мінералів (англ. paragenetic relationship of minerals; нім. paragenetische Beziehungen f pl der Mineralien) – взаємовідношення мінералів, за якими можна встановити послідовність утворення останніх.